# Albert Zugsmith
Albert Zugsmith (* 24. April 1910 in Atlantic City, New Jersey; † 26. Oktober 1993 in Woodland Hills, Kalifornien) war ein US-amerikanischer Filmproduzent und -regisseur.

## Karriere
Er produzierte Mitte der 1950er zahlreiche erfolgreiche Filme für Universal Pictures, darunter Das Haus am Strand mit Joan Crawford, den Science-Fiction-Film Die unglaubliche Geschichte des Mister C., Douglas Sirks In den Wind geschrieben und Orson Welles Film noir Im Zeichen des Bösen.
Ab Ende 1958 war er unter Vertrag bei MGM, wo er zahlreiche B-Filme für ein überwiegend jugendliches Publikum drehte. Daneben war er als selbständiger Produzent tätig und brachte Filme wie Das Privatleben von Adam und Eva in den Verleih.
Im Jahre 1959 führte er Regie bei Sex Kittens Go to College.

## Filmografie (Auswahl)
- 1955: Der Schläger von Chicago (The Square Jungle)
- 1955: Das Haus am Strand (Female On the Beach)
- 1956: In den Wind geschrieben (Written on the Wind)
- 1956: Noch heute sollst du hängen (Star in the Dust)
- 1956: Auf der Spur des Todes (Red Sundown)
- 1957: Des Teufels Lohn (Man in the Shadow)
- 1957: Kreuzverhör (The Tattered Dress)
- 1957: Die unglaubliche Geschichte des Mister C. (The Incredible Shrinking Man)
- 1957: Duell in den Wolken (The Tarnished Angels)
- 1958: Im Zeichen des Bösen (Touch of Evil)
- 1958: Mit Siebzehn am Abgrund (High School Confidential!)
- 1959: Blonde Locken – scharfe Krallen (Girls Town)
- 1959: Sex Kittens Go to College (auch Regisseur)
- 1959: Die Haltlosen (The Beat Generation)
- 1962: Confessions of an Opium Eater (Regisseur)
- 1964: Fanny Hill
- 1970: Die furchtbaren Sieben (El pistolero fantasma)